# Кампана (Уругвай)
Кампана (исп. Campana) — населённый пункт сельского типа в юго-западной части Уругвая, в департаменте Колония.

## География
Кампана расположена в западной части департамента, примерно в 55 км к северо-западу от административного центра департамента, города Колония-дель-Сакраменто, и в 40 км к юго-востоку от города Кармело. Через населённый пункт проходит автомобильная дорога № 55. Абсолютная высота — 88 метров над уровнем моря.

## Население
Население по данным на 2011 год составляет 298 человек.
| Год  | Население |
| ---- | --------- |
| 1975 | 70        |
| 1985 | 105       |
| 1996 | 181       |
| 2004 | 307       |
| 2011 | 298       |

Источник: Instituto Nacional de Estadística de Uruguay